# Gogounou
Gogounou är en kommun i departementet Alibori i Benin. Kommunen har en yta på 4 910 km2, och den hade 117 523 invånare år 2013.

## Arrondissement
Gogounou är delat i sex arrondissement: Bagou, Gounarou, Ouara, Sori, Zoungou-Pantrossi och Gogounou.